# Воґсей
Воґсей (норв. Vågsøy) — комуна в фюльке Сонг-ог-Ф'юране в Норвегії. Адміністративний центр комуни — місто Молей. Офіційна мова комуни — нюношк. Населення комуни на 2017 рік становило 6031 осіб. Площа комуни Воґсей — 176,38 км², код-ідентифікатор — 1439.

## Назва
Муніципалітет (комуна) названий на честь острова Воґсей. Стародавньою норвезькою формою назви Vágsøy. Перший елемент слова, що складає назву vágr означає «бухта», а останній елемент øy «острів».

## Історія населення комуни
Населення комуни за останні 60 років.

Статистика комуни Воґсей